# Bitwa nad Mrogą
Bitwa nad Mrogą – starcie pomiędzy polskimi kawalerzystami a niemieckim oddziałem pancernym w pobliżu Głowna 10 września 1939 r. Był to epizod toczącej się bitwy nad Bzurą. Walka ta stała się też przyczyną powstania mitu o polskich ułanach szarżujących na niemieckie czołgi.

## Przebieg
Po południu 10 września, po bitwie pod Walewicami, generał Roman Abraham otrzymał informacje o rozlokowaniu się nad rzeką Mrogą pomiędzy Głownem a Bielawami niemieckiego oddziału pancernego. Siły nieprzyjaciela stanowiło 6 czołgów i nieznana liczba piechoty, będącej osłoną dla czołgów. Generał Abraham zdecydował się na uderzenie z zaskoczenia. W tym celu z okolicy Walewic wyruszył oddział ochotników w sile 30 ludzi z 4. szwadronu 17. pułku Ułanów Wielkopolskich. Aby zwiększyć swoje szanse, ochotnicy wzięli ze sobą dwie rusznice przeciwpancerne, granaty i ręczny karabin maszynowy.
Wieczorem ułani wyłonili się z zarośli i uderzyli na całkowicie zaskoczonych Niemców. Granaty w czasie pierwszej szarży sprawdziły się przeciwko czołgom, które szybko spłonęły. W drugiej szarży zlikwidowano próbujących stawiać opór żołnierzy, a resztę wzięto do niewoli. Akcja zakończyła się pełnym sukcesem i bez strat własnych. Było to o tyle ważne, że pod Walewicami Polacy ponieśli poważne straty.
Sukces podniósł morale żołnierzy, ale samo starcie było zbyt małe, aby w istotny sposób wpłynąć na wynik całej bitwy nad Bzurą. Propagandowo epizod ten wykorzystywali Niemcy i Sowieci, aby w swojej propagandzie przedstawiać Polaków jako szaleńców atakujących szablami nacierające czołgi wroga.